# Albrechts

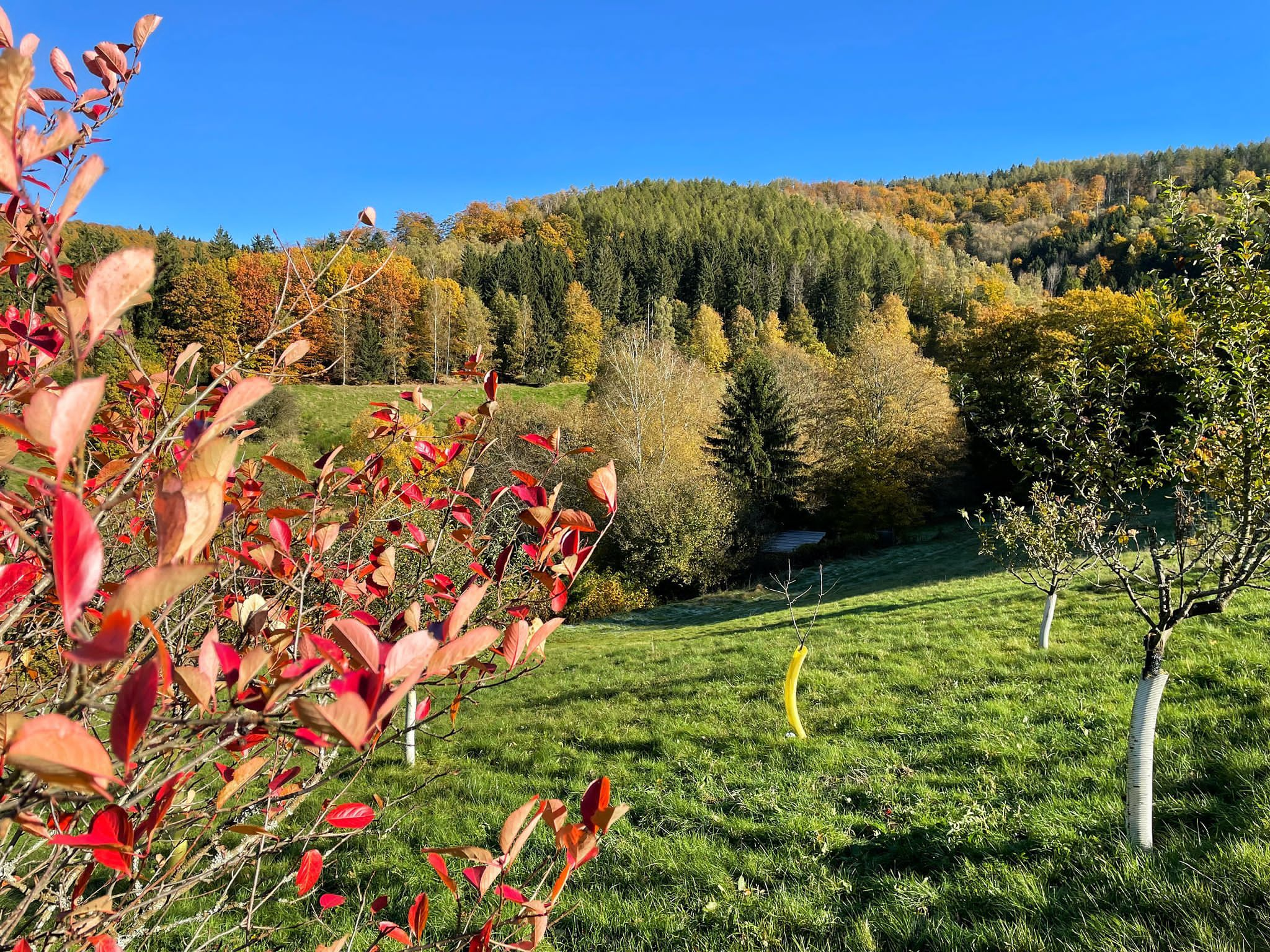
Ausblick vom Gänserasen in Richtung des Zimmergrundes

Albrechts ist ein Ortsteil der kreisfreien Stadt Suhl des Freistaates Thüringen.

## Geografische Lage
Der Ort liegt im Thüringer Wald nordwestlich der Kernstadt von Suhl. An Albrechts führt die Bundesautobahn 71 vorbei, hierzu wurde in 21 Monaten Bauzeit der Tunnel Berg Bock – benannt nach dem dort befindlichen Berg Bock – errichtet.

## Geschichte
Die bisher früheste urkundliche Erwähnung von Albrechts erfolgte am 14. Mai 1112. Der Ort nennt das Jahr 1111 für die erste urkundliche Erwähnung.
Über viele Jahrhunderte war Albrechts in seiner Herrschaftszugehörigkeit in die hennebergischen Ämter Suhl und Hallenberg gespalten. Nach dem Aussterben der Grafen von Henneberg gelangte der Ort im Jahr 1583 unter die gemeinsame Verwaltung der ernestinischen und albertinischen Wettiner. Im Rahmen des Benshäuser Tauschvertrages kam der hallenbergische Teil von Albrechts 1619 ebenfalls zum Amt Suhl. Von 1660 bis 1815 gehörte Albrechts zum Fürstentum Sachsen-Zeitz bzw. zu Kursachsen und danach zum Kreis Schleusingen des Regierungsbezirks Erfurt der preußischen Provinz Sachsen.
Im 15. Jahrhundert wurde Brauneisenstein als abbauwürdiges Erz gemeldet und der Bergbau vor Ort begründet. Die Verhüttung der Erze und die Herstellung von Kleineisenwaren schufen Arbeitsplätze in dem für Landwirtschaft ungünstigen Terrain. Die Zunft der Nagelschmiede war der bedeutendste Handwerkszweig, deren Zeit endete mit der industriellen Fertigung von Nägeln aus Draht. Die auch für Frauen geeignete manuelle Barchentweberei hatte in Albrechts bis zur Einführung der Maschinenweberei Bedeutung.
Ende des 16. Jahrhunderts lebten in Albrechts rund 250 Einwohner, 1815 waren es 750 und um 1950 1400 Einwohner. 1945 wurde Albrechts Bestandteil des Landkreises Suhl und seit dem 1. April 1994 ist es in die kreisfreie Stadt Suhl eingemeindet.
Die 1769 erbaute Kirche ist das Zentrum der evangelischen Gemeinde, das Bauwerk steht unter Denkmalschutz.
Im Volksmund war bis zum 19. Jahrhundert die Bezeichnung „Malmers“ für Albrechts geläufig (heute auch als „Malmesch“ oder „Maumisch“ bekannt).

## Persönlichkeiten
- Friedrich Fritz (1888–1945), kommunistischer Widerstandskämpfer gegen das Naziregime
- Emil Eckstein (1889–1944), sozialistischer Widerstandskämpfer gegen das Naziregime
- Wilhelm Hollandmoritz (1891–1943), kommunistischer Widerstandskämpfer gegen das Naziregime
- Herbert Albrecht (1925–1997), Ringer und Ringertrainer, Ehrenbürger von Albrechts
- Harry Gerlach (1927–1995), Schriftsteller und Heimatforscher
- Gerhard Hoffmann (* 1944), Pädagoge, Offizier und Sachbuchautor
- Fredi Albrecht (* 1947), Ringer und Kampfrichter
- Bernd Drechsel (1953–2017), Ringer